# Dina Goldstein
Dina Goldstein (* 1969, Tel Aviv, Izrael) je kanadská fotografka působící ve Vancouveru a původem z Izraele. Nejznámější je pravděpodobně díky svému cyklu Padlé princezny (Fallen Princesses), vytvořeném v roce 2007, který popisuje princezny z pohádek situované do moderních každodenních scén. Autorka se zabývá otázkami každodenních problémů – chudobou, obezitou, rakovinou a znečištěním. V roce 2012 získala ocenění Arte Laguna.

## Život a dílo
Narodila se v roce 1969 v Tel Avivu, V roce 1976 imigrovala do Kanady. Fotografii vystudovala na Langara College v kanadském Vancouveru, a školu ukončila v roce 1993.

## Fotografie
Její první veřejná výstava byla Snímky Gazy (Images of Gaza) – cyklus černoblých portrétů lidí žijících na západním břehu Jordánu a v pásmu Gazy. Nejznámější je pravděpodobně díky svému cyklu Padlé princezny (Fallen Princesses), vytvořeném v roce 2007, který popisuje princezny z pohádek situované do moderních každodenních scén. Autorka se zabývá otázkami každodenních problémů – chudobou, obezitou, rakovinou a znečištěním. V roce 2012 získala ocenění Arte Laguna. Ve stejném roce publikovala další sérii V domečku panenek (In The Dollhouse).
V roce 2013 sérii vystavovala v Galleria Bianca Maria v italském Miláně a samostatně v montrealské galerii Art Mur v Kanadě.